# Демократска Република Конго на Светском првенству у атлетици у дворани 2016.
Демократска Република Конго је учествовала на Светском првенству у атлетици у дворани 2016. одржаном у Портланду (САД) од 17. до 20. марта. Ово је њено осмо учешће на светским првенствима. Репрезентацију Демократске Републике Конго представљао је 1 такмичар који се такмичио у трци на 60 метара.
Такмичар Демократске Републике Конго није освојио ниједну медаљу нити је остварио неки резултат.

## Учесници
Мушкарци:
- Дезмонд Китунгва — 60 м

## Резултати

### Мушкарци
| Атлетичар        | Дисциплина | Лични рекорд | Квалификација   | Квалификација   | Полуфинале           | Полуфинале           | Финале               | Финале               | Детаљи |
| Атлетичар        | Дисциплина | Лични рекорд | Резултат        | Место           | Резултат             | Место                | Резултат             | Место                | Детаљи |
| ---------------- | ---------- | ------------ | --------------- | --------------- | -------------------- | -------------------- | -------------------- | -------------------- | ------ |
| Дезмонд Китунгва | 60 м       |              | дисквалификован | дисквалификован | Није се квалификовао | Није се квалификовао | Није се квалификовао | Није се квалификовао |        |